# 李东旭 (1968年)
李东旭（1968年11月—），男，汉族，中华人民共和国政治人物。曾任中华人民共和国自然资源部人事司司长。2023年12月任中共宁夏回族自治区党委常委、组织部部长。